# Aeroportul Ambatondrazaka
Aeroportul Ambatondrazaka (IATA: WAM, ICAO: FMMZ) este un aeroport din Regiunea Alaotra-Mangoro, Madagascar ce deservește zona Ambatondrazaka. A fost numit după zona deservită.
Aeroportul este situat la o altitudine de 766 de metri și are o pistă.